# Arthur Shaw
Arthur Shaw, född 28 april 1886 i Joliet, död 18 juli 1955 i Altadena, var en amerikansk friidrottare.
Shaw blev olympisk bronsmedaljör på 110 meter häck vid sommarspelen 1908 i London.